# Pontsko gorovje
Pontsko gorovje (turško Kuzey Anadolu Dağları – »Severno anatolsko gorovje« ali Doğukaradeniz Dağlari – »Vzhodno črnomorsko gorovje«) je gorovje na severu Anatolije, ki se razprostira v dolžini približno 1000 km in tvori nežen dvojni zavoj ob vsej južni obali Črnega morja od Marmarskega morja proti vzhodu. Oblikujeta ga dve vzporedni gorski verigi z vmesnimi vzdolžnimi dolinami. Prečnih prelomov je le nekaj, tam so nastale soteske, kjer gorovje prečkata največji reki Kızıl in Išil. Jugovzhodno od njega se razprostira gorovje Taurus, na severu pa ga razmejuje oster prelom na severnem robu turške plošče, zato je obalna ravnica ozka in ponekod segajo gore praktično do morja. Vzhodni del ima alpski relief, zahodni pa je nižji. Večina Pontskega gorovja se nahaja v Turčiji, le najvzhodnejši rob sega do juga Gruzije. Najvišji vrh je gora Kaçkar (3937 m n. v.) v Turčiji.
Zaradi vlažnega podnebja ob morju severna pobočja poraščajo gosti gozdovi, pretežno iglasti, južna pa prekrivajo stepe in polpuščave. Znano je kot prebivališče ujed, kot so skobec, planinski orel, kraljevi orel in mali klinkač, pa tudi drugih ptic - kavkaškega ruševca, rdečečelega grilčka, skalnega plezalčka idr.